# Elvis Country (I’m 10,000 Years Old)
Elvis Country (I’m 10,000 Years Old) (с англ. — «Страна Элвиса (Мне 10 тысяч лет»), возможен перевод «Кантри Элвиса») — двенадцатый студийный альбом американского певца Элвиса Пресли, записанный в стиле кантри, вышедший в 1971 году. Альбом занял 12-е место в американском хит-параде.

## Обзор
В июне 1970 года Пресли после полуторагодичного перерыва отправился в студию записывать новый материал. По итогу работы, объёма записанных песен хватило на три альбома; из их ассортимента были отобраны песни для этой пластинки, которую решено было сделать в жанре кантри (были добавлены ещё две песни с сентябрьских сессий). Эстрадная разновидность кантри («кроссовер») в это время стала преобладающей в данном жанре, и именно к этому стилю отныне стала тяготеть музыка Элвиса Пресли.
Вместо пауз между всеми песнями наложен несколькосекундный фрагмент песни «I Was Born About Ten Thousand Years Ago». В альбоме есть кавер-версии известных песен: «Snowbird» Энн Мюррей, «Whole Lotta Shakin’ Going On» Джери Ли Льюиса, «There Goes My Everything» Энгельберта Хампердинка, «Make the World Go Away» Эдди Арнольда.
В 2000 году вышло расширенное издание альбома, дополненное песнями с тех же студийных сессий.

## Список композиций

### Оригинальная версия (1971)
1. «Snowbird» (2:17)
2. «Tomorrow Never Comes» (4:07)
3. «Little Cabin on the Hill» (1:58)
4. «Whole Lotta Shakin’ Going On» (3:10)
5. «Funny How Time Slips Away» (4:32)
6. «I Really Don’t Want to Know» (2:51)
7. «There Goes My Everything» (3:10)
8. «It’s Your Baby, You Rock It» (3:04)
9. «The Fool[англ.]» (2:34)
10. «Faded Love» (3:19)
11. «I Washed My Hands in Muddy Water» (3:57)
12. «Make the World Go Away[англ.]» (3:49)

### Расширенная версия (2000)
1. «Snowbird» (2:17)
2. «Tomorrow Never Comes» (4:07)
3. «Little Cabin on the Hill» (1:58)
4. «Whole Lotta Shakin’ Going On» (3:10)
5. «Funny How Time Slips Away» (4:32)
6. «I Really Don’t Want to Know» (2:51)
7. «There Goes My Everything» (3:10)
8. «It’s Your Baby, You Rock It» (3:04)
9. «The Fool» (2:34)
10. «Faded Love» (3:19)
11. «I Washed My Hands in Muddy Water» (3:57)
12. «Make the World Go Away» (3:49)
13. «It Ain’t No Big Thing (But It’s Growing)» (2:47)
14. «A Hundred Years from Now» (1:40)
15. «If I Were You» (3:01)
16. «Got My Mojo Working» / «Keep Your Hands Off of It» (4:34)
17. «Where Did They Go, Lord?» (2:27)
18. «I Was Born About Ten Thousand Years Ago» (3:13)